# Petr Chanel
Pierre-Louis-Marie Chanel, svatý Petr Chanel (12. července 1803 Potière, Francie – 28. dubna 1841 Wallis a Futuna) byl katolický světec, kněz a mučedník.

## Život
Po kněžském svěcení, které přijal v roce 1826, působil nějaký čas v duchovní správě v diecézi Belley. Posléze vstoupil do řeholní společnosti maristů. Řád jej poslal na misie na ostrov Futunu v Polynésii (o Vánocích roku 1836).

## Misijní působení a smrt
Ač se misijní práci věnoval s velikým úsilím, výsledky neodpovídaly vynaložené snaze. I tyto malé výsledky byly příčinou nenávisti, kterou k němu pojali domorodci. Starší generace domorodců sledovala nelibě změny náboženských zvyklostí, které přece jen po určité snaze nastaly.
Nenávist dostoupila vrcholu, když syn místního náčelníka přijal křest. Misionář Petr Chanel byl nenávistnými domorodci ubit 28. dubna 1841. Byl to prvomučedník celé Oceánie. V roce 1954 jej papež ct. Pius XII. prohlásil za svatého. Liturgická památka se připomíná ve výroční den jeho úmrtí, tedy 28. dubna.